# 우산 속의 세 여자
《우산 속의 세 여자》는 1984년 5월 27일에 MBC TV에서 방영되었던 베스트셀러극장이다.

## 줄거리
신혼 1년차인 젊은 아내 유미영(김용선), 일본인 재벌의 현지 부인 민신애(이혜영), 생기발랄한 젊은 직장여성 오수미(황신혜), 세 여자는 한 남자(유인촌)를 사랑했다. 그런데 그 남자가 갑작스런 사고로 사망하게 되자 유미영은 아내로서, 민신애는 고아원 동기로서, 오수미는 애인으로서 병원 영안실에서 마주치게 되는데...

## 출연
- 김용선
- 이혜영
- 황신혜
- 유인촌
- 현석
- 오승룡
- 김상순
- 최은숙
- 한영숙
- 박희우
- 김성일
- 맹상훈
- 최민경